# هیترو هلدینگ
هیترو هلدینگ (انگلیسی: Heathrow Holdings) شرکت ترابری بریتانیایی است، که در سال ۱۹۸۵ تأسیس شد.